# Мейсонвілл (Нью-Йорк)
Мейсонвілл (англ. Masonville) — місто (англ. town) в США, в окрузі Делавер штату Нью-Йорк. Населення — 1239 осіб (2020).

## Демографія
Згідно з переписом 2010 року, у місті мешкало 1320 осіб у 551 домогосподарстві у складі 385 родин. Було 850 помешкань
Расовий склад населення:
| - 97,3 % — білих - 0,8 % — чорних або афроамериканців - 0,3 % — азіатів |

До двох чи більше рас належало 1,2 %. Частка іспаномовних становила 1,3 % від усіх жителів.
За віковим діапазоном населення розподілялося таким чином: 20,5 % — особи молодші 18 років, 61,8 % — особи у віці 18—64 років, 17,7 % — особи у віці 65 років та старші. Медіана віку мешканця становила 45,5 року. На 100 осіб жіночої статі у місті припадало 107,9 чоловіків;  на 100 жінок у віці від 18 років та старших — 108,7 чоловіків також старших 18 років.
Середній дохід на одне домашнє господарство  становив 69 197 доларів США (медіана — 53 125), а середній дохід на одну сім'ю — 81 223 долари (медіана — 61 806). Медіана доходів становила 43 438 доларів для чоловіків та 34 643 долари для жінок. За межею бідності перебувало 8,8 % осіб, у тому числі 12,0 % дітей у віці до 18 років та 13,5 % осіб у віці 65 років та старших.
Цивільне працевлаштоване населення становило 563 особи. Основні галузі зайнятості: виробництво — 25,2 %, освіта, охорона здоров'я та соціальна допомога — 24,5 %, роздрібна торгівля — 12,6 %, оптова торгівля — 6,2 %.